# Matt Schneider
Matthew „Matt“ Schneider (* 10. Juli 1985 in Vernon, British Columbia) ist ein kanadisch-neuseeländischer Eishockeyspieler, der seit Juni 2021 für Auckland Mako in der New Zealand Ice Hockey League spielt.

## Karriere
Matt Schneider begann seine Karriere bei den Beaver Valley NiteHawks in der Kootenay International Junior Hockey League. Von 2003 bis 2006 spielte er für die Tri-City Americans in der Western Hockey League. In dieser Zeit wurde er beim NHL Entry Draft 2004 von den Calgary Flamens in der siebten Runde als insgesamt 200. Spieler ausgewählt. Er wechselte jedoch nie in die National Hockey League, sondern nahm 2006 ein Studium an der University of British Columbia und spielte in dieser Zeit für deren Studentenmannschaft, die UCB Thunderbirds, in der Division Canada West der kanadischen Universitätsmeisterschaft. Nach Abschluss seines Studiums zog es ihn 2012 nach Neuseeland, wo er zunächst für die Southern Stampede in der New Zealand Ice Hockey League spielte. Mit dem Team aus Queenstown wurde er 2015, 2016, 2017 und 2019 Neuseeländischer Meister. Persönlich wurde er 2014 als wertvollster Spieler der Liga ausgezeichnet. 2015 und 2018 war er Torschützenkönig und 2018 auch Topscorer der Liga. 2019 lieferte er die meisten Assists der NZIHL. Während der Spielzeit 2021 wechselte er zu Auckland Mako.

### International
Für die neuseeländische Nationalmannschaft nahm Schneider nach seiner Einbürgerung erstmals an der Weltmeisterschaft 2018 in der Division II teil, in der auch 2019, als er zum besten Spieler seiner Mannschaft gewählt wurde, spielte.

## Erfolge und Auszeichnungen
- 2014 Wertvollster Spieler der New Zealand Ice Hockey League
- 2015 Neuseeländischer Meister mit der Southern Stampede
- 2015 Torschützenkönig der New Zealand Ice Hockey League
- 2016 Neuseeländischer Meister mit der Southern Stampede
- 2017 Neuseeländischer Meister mit der Southern Stampede
- 2018 Torschützenkönig und Topscorer der New Zealand Ice Hockey League
- 2019 Neuseeländischer Meister mit der Southern Stampede
- 2019 Bester Vorlagengeber der New Zealand Ice Hockey League

## Statistik
(Stand: Ende der Saison 2020)